# شب هزارویکم
شب هزارویکُم کتابی است از بهرام بیضایی با سه نمایشنامهٔ تک‌پرده‌ایِ هم‌نامِ پی‌درپی، یا سه پرده از یک نمایشِ بلند.

## موضوع
آن‌چه بیضایی درباره‌ی مبدأ و منشأ «هزارافسان» می‌گوید، بحثی است که می‌تواند مورد منازعه و مناقشه‌ی علمی قرار گیرد. اما . . . برداشت بیضایی کاملاً منطبق با فرهنگ و منش جمعی ایرانی در تاریخ پر رمز و راز و سراسر رنج این آب و خاک است.

محمّد جعفری قنواتی، ۱۳۸۲ و ۱۳۸۳
به گفتهٔ بیضایی در نمایش نخستین شب هزارویکم/۱ «نمونه پیشین و گم شدهٔ افسانه ضحاک (اژدهاک) بازسازی شده؛ داستان گفته نشده شاه ضحاک و همسرانش شهرناز و ارنواز؛ که نویسنده فکر می‌کند سرچشمه اصلی داستان پایه‌ای و بنیادین کتاب نابود شدهٔ هزار افسان است.» نمایش دوّم «داستان گفته نشده مترجم گمنامی است که هزارافسان از پارسی به عربی برگرداند و نام آن الف لیله و لیله کرد؛ کتابی که قرن‌ها بعد در بازگرداندن دوباره به پارسی نام هزارویک شب گرفت.» و نمایش سوّم نیز «حتماً چند دهه پس از تاریخ چاپ بازگردان هزارویک شب به فارسی –۱۲۸۰ ه‍. ق- می‌گذرد و به روزگار ما نزدیک‌تر است؛ و داستان گفته نشده سرانجام زنی است که هزارویک شب خواند.»
این موضوع سپس‌تر در کتابِ ریشه‌یابیِ درخت کهن و پارهٔ دوّمش، هِزاراَفسان کجاست؟ (دربارهٔ یکسانیِ داستانِ قابِ هزارویک شب با داستانِ ضحاک در شاهنامه)، پژوهیده شد.

## متن
این کتاب نخستین بار سالِ ۱۳۸۲ در انتشاراتِ روشنگران و مطالعات زنان با عکسِ بغبانوی باروری از یک مُهرِ ایلامی از موزهٔ ملّی ایران بر جلد طبع شد. در چاپ‌های بعدی عکس‌ها و اطّلاعات اجرای نمایش به کتاب پیوست شد و تصویر روی جلد هم عوض شد.

## نمایشِ نخست
سالِ ۱۳۸۱ نسخهٔ بیست‌دقیقه‌ای سوّمین از این سه پرده نوشته شده و در کپنهاگ به کارگردانیِ آلن لایدیارد به نمایش درآمد.
سه نمایش شب هزارویکُم نخستین بار به وسیلهٔ بیضایی از ۲۶ شهریور تا ۱۷ آبانِ ۱۳۸۲ هر شب هر سه نمایش پی‌درپی مانند سه پرده از یک نمایش در تالار چهارسوی تئاتر شهر در تهران بر صحنه رفت. استقبالِ تماشاکنان چشمگیر بود، چندان که همه بلیط‌ها در صف‌های طولانیِ گیشه (گاه سه دور گِردِ ساختمانِ تئاترِ شهر) پیش از رسیدنِ آبان پیش‌فروش شد. فروشِ نمایش تا ۱۸ آبان نزدیکِ ۲۱ میلیون تومان اعلام شد. بازیگرانِ این نمایش از این قرار بودند:
| بخش | نقش                    | بازیگر        |
| --- | ---------------------- | ------------- |
| ۱   | شهرناز                 | پانته‌آ بهرام  |
| ۱   | ارنواز                 | بهناز جعفری   |
| ۱   | ضحّاک                   | حمید فرّخ‌نژاد  |
| ۲   | خورزادِ نیکرخ           | مژده شمسایی   |
| ۲   | ماهَک                   | ستاره اسکندری |
| ۲   | شریف / عجمی / امیرِ حَرَس | اکبر زنجانپور |
| ۳   | روشنَک                  | شبنم طلوعی    |
| ۳   | رُخسان                  | شبنم فرشادجو  |
| ۳   | میرخان                 | علی عمرانی    |

چند شب از آغازِ نمایش گذشته فرّخ‌نژاد «دچار حملهٔ قلبی شد و به بیمارستان رفت.» از آن شب علی عمرانی به جایش نقشِ ضحّاک را از روی متن بر صحنه خواند.
بیضایی بارِ دیگر آواخوانی‌ای از این نمایشنامه را مهرماهِ ۱۳۹۴ با بازیِ مژده شمسایی در نخستین دورهٔ جشنوارهٔ نیکان در سان فرانسیسکو بر صحنه برد.

## ترجمهٔ انگلیسی
- The One Thousand and First Night. Translated by Saeed Talajooy. San Francisco: Bisheh Publishing. 2023. ISBN 978-1-7355686-7-6.